# Arbuscula

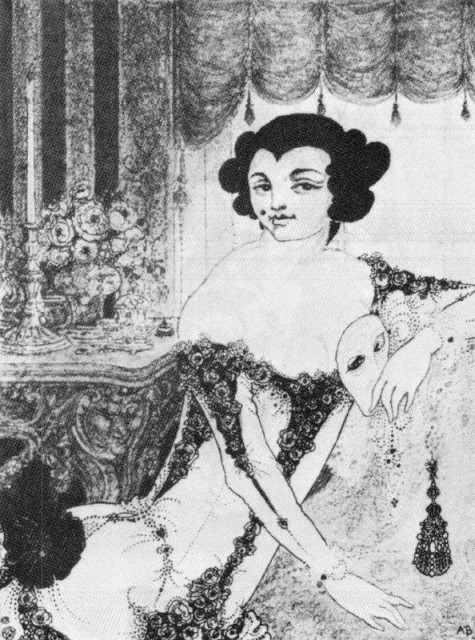
Arbuscula in einer fiktiven Darstellung durch Aubrey Beardsley vom Ende des 19. Jahrhunderts

Arbuscula war eine römische Schauspielerin des 1. Jahrhunderts v. Chr.
Arbuscula wird bei Cicero (Briefe an Atticus 4, 15, 6) und Horaz (Satiren 1, 10, 76) erwähnt. Sie weigerte sich bei ihren Auftritten freizügige Szenen zu spielen und zog sich so das Missfallen zahlreicher Zuschauer zu, die sie deswegen auszischten. Selbstbewusst soll sie daraufhin geantwortet haben: „Mir genügt es, wenn die Kenner Beifall klatschen.“, womit sie auf die Ritter abzielte, die ihr applaudiert hatten.
Diese Begebenheit wurde sprichwörtlich. Man berief sich auf Arbuscula, um zu erklären, dass man nicht der Masse gefallen wollte, sondern nur einer bestimmten Gruppe.